# Astrobald
Ne doit pas être confondu avec Astrobee ou Astroboy.
Astrobald est un petit extraterrestre qui s'amuse des travers de la société française des années 1970.
Créé pour le journal France-Soir, Astrobald connaît trois aventures en albums qui dépeignent de façon satirique la France pompidolienne.
Les dessins sont de Calvi, le scénario de Franklin Berrebi. 
Les bandes dessinées ont été publiées au Fleuve noir.
- 1 - Astrobald Président 1973
- 2 - Astrobald et la Marée Blanche 1974
- 3 - Astrobald au Club 1975